# 1,2-Dioxetán
| 1,2-Dioxetán |                             |
| \| \| \| |                             |
| IUPAC-név | 1,2-dioxetán                |
| Más nevek | 1,2-dioxaciklobután         |
| Kémiai azonosítók                                                                                               |                             |
| CAS-szám | 6788-84-7                   |
| PubChem | 122029                      |
| ChemSpider | 108850                      |
| SMILES | C1OOC1                      |
| InChI | 1/C2H4O2/c1-2-4-3-1/h1-2H2  |
| InChIKey | BVTJGGGYKAMDBN-UHFFFAOYSA-N |
| UNII | 142GQA523X                  |
| Kémiai és fizikai tulajdonságok                                                                                 |                             |
| Kémiai képlet                                                                                                   | C2H4O2                      |
| Moláris tömeg                                                                                                   | 60,05 g/mol                 |
| Ha másként nem jelöljük, az adatok az anyag standardállapotára (100 kPa) és 25 °C-os hőmérsékletre vonatkoznak. |                             |
| |                             |

Az 1,2-dioxetán (1,2-dioxaciklobután) heterociklusos vegyület, képlete C2O2H4. Négytagú gyűrűjében két szomszédos szén- és két szomszédos oxigénatom található. Utóbbi miatt szerves peroxid, illetve a formaldehid (COH2) dimerjének is tekinthető.
Az 1960-as években a biokémikusok felfedezték, hogy az 1,2-dioxetán néhány származéka rövid életű intermedierként megjelenik a szentjánosbogár-félék, világító férgek és más lumineszkáló élőlények biolumineszcenciáját okozó reakcióiban. Mivel ezek a négytagú gyűrűs peroxidok eléggé instabilak, ezt a hipotézist akkoriban nem tudták igazolni. 1968-ban azután előállították a dioxetán első stabil származékát, a 3,3,4-trimetil-1,2-dioxetánt, sárga színű benzolos oldat formájában. 333 K-re melegítve (a peroxidokra jellemző robbanásszerűség helyett) egyenletesen elbomlott, aceton és acetaldehid keletkezése, valamint halvány kék fény kibocsátása közben.
Röviddel ezt követően előállították a második dioxetán származékot is, a szimmetrikus 3,3,4,4-tetrametil-1,2-dioxetánt. Ennek halványsárga kristályai még hűtőszekrényben tartva is szublimáltak. Benzolos oldatban ez a vegyület is – kék fény kibocsátása közben – egyenletesen bomlott. Olyan vegyületek hozzáadásával, melyek normálisan UV-fény hatására fluoreszkálnak, a kibocsátott fény színét meg lehetett változtatni.
A világító rudak, karkötők és nyakláncok fénye is a dioxetán egyik származékától ered, ezekben 1,2-dioxetán-dion (C2O4) bomlik szén-dioxidra.
Más dioxetánszármazékokat a klinikai elemzésben használnak, ahol – a nagyon kis intenzitás esetén is jól mérhető – fénykibocsátásuk alapján a kémikusok már nagyon kis mennyiségben ki tudják mutatni a testnedvek összetevőit.

## Fordítás
Ez a szócikk részben vagy egészben  a(z)   1,2-Dioxetane című angol Wikipédia-szócikk ezen változatának fordításán alapul.  Az eredeti cikk szerkesztőit annak laptörténete sorolja fel. Ez a jelzés csupán a megfogalmazás eredetét és a szerzői jogokat jelzi, nem szolgál a cikkben szereplő információk forrásmegjelöléseként.